# Russificazione della Finlandia

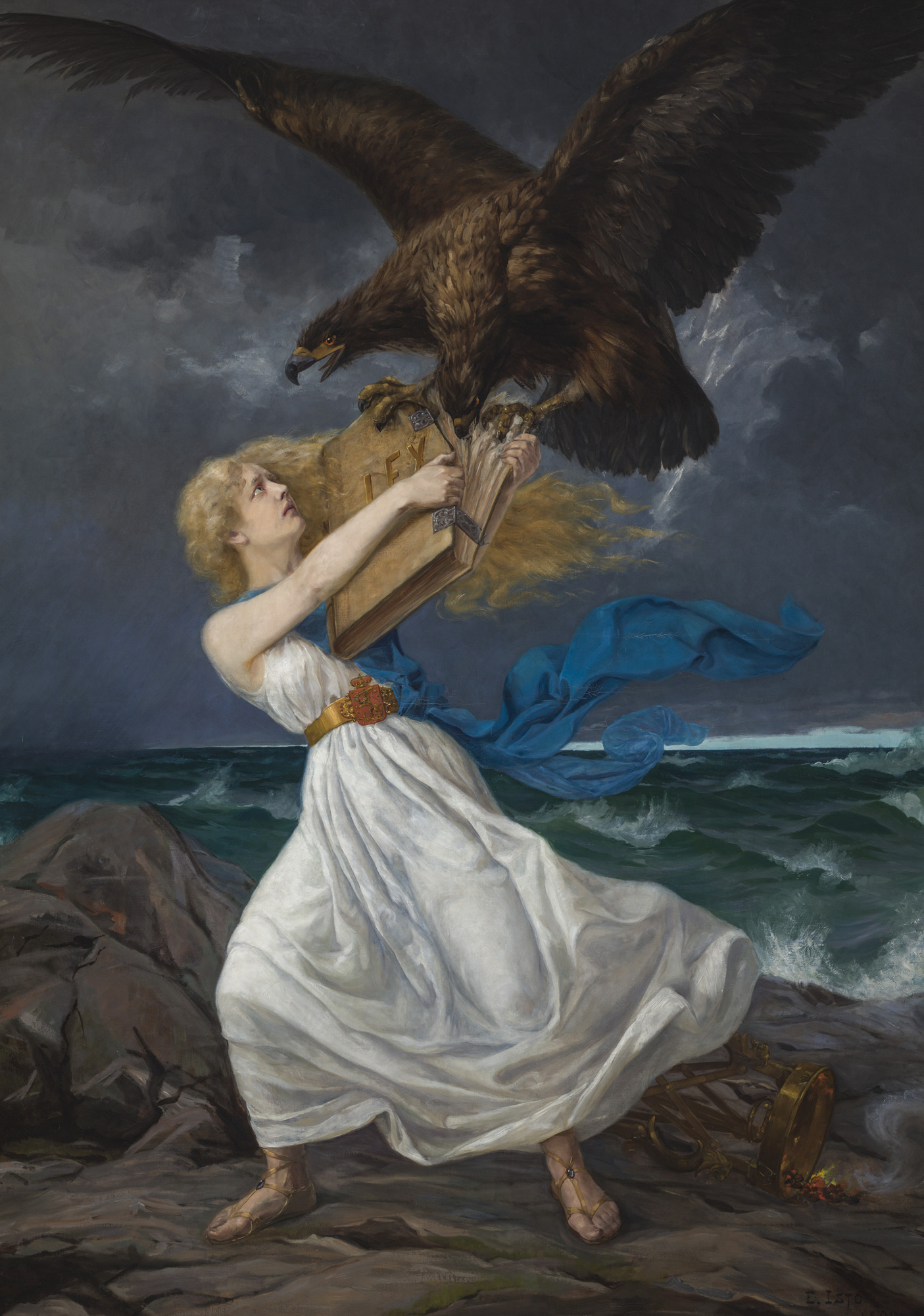
L'opera di Edward Isto L'attacco del 1899 simboleggia l'inizio del processo di assimilazione della Finlandia. L'aquila che simboleggia la Russia a due teste tenta di strappare il libro legislativo dalle mani della giovane donna.

La russificazione della Finlandia (in finlandese: sortokaudet - tempi di oppressione) fu una politica interna della Russia che ebbe come obiettivo l'abolizione delle autonomie finlandesi. Fu parte di un'ampia politica di russificazione che ebbe, tra la fine del XIX secolo e l'inizio del XX secolo, lo scopo di assimilare culturalmente e linguisticamente le minoranze non-russe presenti nell'Impero. Questo tentativo diede presto via a un movimento di resistenza e fu il motivo principale che portò alla Dichiarazione d'indipendenza del 1917 dopo la Rivoluzione d'ottobre.

## Storia

### Contesto
La Svezia venne sconfitta durante la Guerra di Finlandia dalla Russia e sui territori conquistati venne fondato il Granducato di Finlandia nel 1809. Alessandro I venne riconosciuto dalla Dieta finlandese come loro granduca, come contropartita riconobbe i diritti del popolo finlandese che mantennero la loro identità culturale e religiosa:
"Con l'istituzione del Granducato di Finlandia, abbiamo voluto confermare e ratificare la religione e le leggi fondamentali sulla terra, i privilegi e i diritti che tutte le classi sociali hanno goduto fino a quel momento secondo la costituzione. Promettiamo di mantenere tutti questi benefici fermi e irremovibili nel loro massimo splendore."

### 1899-1905
La Dieta dovette approvare un manifesto con la minaccia di invasione da parte del Governatore generale della Finlandia Nikolaj Bobrikov alla fine del XIX secolo, nel quale i finlandesi mantenevano voce su questioni locali, ma affermò l'autorità dello stato in ogni ambito che rientrasse nella legislazione imperiale. 
Le politiche di russificazione inclusero:
- Il Manifesto di febbraio del 1899, un decreto della Duma che affermò il diritto di governare la Finlandia senza il consenso degli organi legislativi locali, che ebbe come conseguenze: 
  - il rafforzamento dello status della Chiesa ortodossa russa; ad esempio, divenne reato sottoporre un seguace della Chiesa ortodossa al Servizio divino della Chiesa luterana;
  - la censura sulla stampa fu inasprita;
  - l'esercito finlandese venne sottoposto al servizio militare russo.
- Il Manifesto delle lingue del 1900, che rese il russo lingua amministrativa del Granducato
- La legge sulla coscrizione integrò l'esercito finlandese in quello russo.
- I francobolli russi divennero gli unici ammessi nel gennaio 1901 al posto di quelli finlandesi.
- Alcuni uffici del governo finlandese dovettero ammettere personale russo.

Dal 1903 al 1905 il governatore generale ebbe poteri dittatoriali. Bobrikov abolì i giornali ed espulse importanti leader politici ma nel giugno 1904 venne assassinato da Eugen Schauman. Il governo rispose con la repressione degli oppositori con una censura più severa, anche se una campagna di resistenza passiva ottenne alcuni successi, in particolare l'abolizione della coscrizione.
La campagna di russificazione venne sospesa dopo la sconfitta russa nella guerra russo-giapponese, allo stesso i ribelli tentarono di organizzare una rivolta per istituire uno stato indipendente. Il Giappone inviò loro degli armamenti, ma la nave che li trasportava finì per affondare al largo delle coste finlandesi e il piano non si realizzò.

### 1908-1917
In questo periodo la Finlandia perse quasi tutta la sua autonomia e vide l'organizzazione di movimenti di resistenza sempre più radicali, tra cui il movimento Jäger. Tra il 1909 e il 1917 i politici del senato finlandese vennero rimpiazzati da ufficiali russi nati in Finlandia e lo stato chiese pagamenti per chi non favorisse l'arruolamento dei finlandesi. La legge sulle procedure legislative dell'impero del 1910 rimosse la maggior parte della legislatori del parlamento finlandese dalla Duma imperiale. Nel 1912 venne approvata una legge che aprì il governo e gli uffici civili ai russi.
Molte misure furono sospese nel tra il 1914 e il 1917 durante la Prima guerra mondiale, ma i documenti segreti del governo pubblicati sulla stampa finlandese nel novembre del 1914 suggerirono che il governo imperiale avesse ancora progetti per la russificazione del Granducato e i sospetti di un'eventuale proseguimento dell'assimilazione culturale dei finlandesi vennero confermati dai giapponesi che consegnarono al governo russo un elenco degli uomini del movimento per la liberazione.

La seconda fase venne interrotta dalla Rivoluzione russa di febbraio.